# Людвіґ Прандтль
Людвіґ Прандтль (нім. Ludwig Prandtl; 4 лютого 1875, Фрайзінг — 15 серпня 1953, Геттінген) — німецький вчений у галузі механіки, один із засновників експериментальної аеродинаміки.
Закінчив Вище політехнічне училище в Мюнхені. З 1899 — доктор філософії Мюнхенського університету, з 1901 — професор Вищого технічного училища в Ганновері, з 1904 — професор Геттінгенського університету. Директор Інституту гідроаеродинаміки в Геттінгені в 1925—1947 роках.
Основні напрями наукової діяльності — теорія пружності і пластичності, гідроаеромеханіка, газова динаміка і динамічна метеорологія. Прандтль — автор класичної праці «Про рух рідин при дуже малому терті» (1904), в якій уперше складено диференціальні рівняння руху рідини в ламінарному пограничному шарі — рівняння Прандтля. Розвинув теорію аеродинаміки крила, теорію турбулентної течії, досліджував проблему теплопередачі в потоці газу, відкрив один з основних критеріїв подібності теплових процесів у рідинах і газах — число Прандтля. Засновник наукової школи прикладної гідроаеромеханіки.

## Вшанування пам'яті
На честь науковця названо кратер на зворотному боці Місяця.
На честь Прандтля засновано нагороду Німецького аерокосмічного товариства − «Перстень Людвіґа Прандтля», що вручається за досягнення в галузі аерокосмічної інженерії.